# Kunstnerkonflikter
Kunstnerkonflikter er en dansk stumfilm fra 1909 produceret af Nordisk Films Kompagni. Filmens instruktør og skuespillere er ukendte.

## Handling
Filmen handler om en billedhugger, der i sit arbejde anvender kvindelige modeller. Billedhuggerens hustru er imidlertid ganske jaloux, hvilket bringer konflikt mellem ægtefællerne. Parret skilles, men forenes igen.